# Pitt Kreuzberg

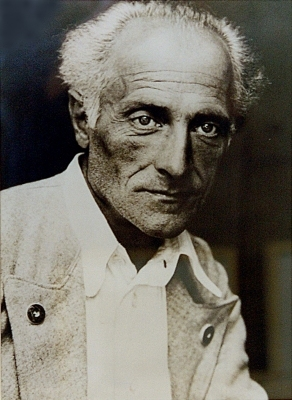
Pitt Kreuzberg (1888–1966)

Pitt Kreuzberg (* 30. Mai 1888 in Ahrweiler; † 21. Februar 1966 in Bad Honnef; eigentlich Peter Josef Karl Hubert Kreuzberg) war ein deutscher Maler, der in seinem Hauptwerk dem Expressionismus nahestand. Der Stil seines Spätwerks kann als Vorläufer der Jungen Wilden interpretiert werden.

## Leben
Pitt Kreuzberg wird am 30. Mai 1888 als drittes von sechs Kindern des Weinkaufmanns Leopold Kreuzberg und seiner Frau Maria, geborene Kreuzberg, in Ahrweiler geboren. Die Familiengeschichte der Kreuzbergs lässt sich zurückführen bis ins 18. Jahrhundert zu der jüdischen Familie Seeligman, die im Herbst 1763 (18. September und 30. Oktober) zum Christentum konvertiert. Da die Taufe auf dem Kalvarienberg bei Ahrweiler stattfindet, nimmt die Familie, der Überlieferung nach, den Namen Creutzberg an, aus dem sich in den folgenden Jahrhunderten die Familiennamen Kreuzberg, Kreutzberg und Creuzberg ausprägen. Die vier unterschiedlichen Schreibweisen führen bis heute dazu, dass der Maler Pitt Kreuzberg zuweilen auch mit „tz“ geschrieben wird.
Erwähnenswerte Vorfahren sind der Urgroßvater Georg Kreuzberg als der Entdecker des Apollinaris-Brunnens und der Neuenahrer Quellen, der Großvater Anton Kreuzberg, Generaldirektor des Apollinaris-Brunnens, und besonders der Neffe Harald Kreutzberg (1902–1968), der als einer der berühmtesten Ausdruckstänzer seiner Zeit zu weltweitem Ruhm gelangt.

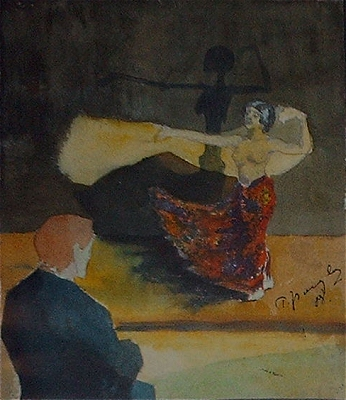
Der Tod und die Tänzerin
Gouache auf hellgrauem Papier
28 × 24 cm
signiert und datiert rechts Mitte »P. Kreuzberg 08«

In gutbürgerlichen und recht wohlhabenden Verhältnissen verlebt Pitt Kreuzberg seine Kindheit in Ahrweiler. Vater Leopold weckt in dem jungen Kreuzberg schon früh die Liebe zur Kunst und Verbundenheit mit der Eifel. Von 1894 bis 1898 besucht er die Latein- und Bürgerschule in Ahrweiler. 1906 entstehen die ersten überlieferten Federzeichnungen von Kreuzberg.
1907 wechselt er zum Gymnasium nach Brühl, wo er bis zum Abitur bleibt. Im selben Jahr bewirbt sich Kreuzberg aus eigenem Entschluss an der Kunstakademie Düsseldorf, an der er zuerst auch angenommen wird, die er aber schon im Folgejahr wieder verlassen muss, da ihm fehlendes Talent nachgesagt wird. Fortan bildet sich Kreuzberg als Autodidakt weiter.
Nach dem Verlust des Familienvermögens begeht der Vater Leopold Kreuzberg am 29. September 1908 Selbstmord. Pitt ist von nun an finanziell auf sich selbst gestellt. Nach der Hochzeit mit Helene Gertrude Boosen zieht das junge Paar 1911 nach Rosenheim, wo am 19. Januar 1912 Sohn Claus geboren wird († 14. März 1980). Kreuzberg lebt auch ein Jahr im Gebirge, an der Tiroler Grenze. Er arbeitet als freier Künstler und findet schnell einen Mäzen. Für seine ersten Ausstellungen, z. B. in der Münchner Kunsthalle, bekommt er positive Kritiken. Die erhaltenen Bilder weisen stilistische Einflüsse des Jugendstils auf. Nach eigenen Aussagen bezieht Kreuzberg in dieser Zeit seine künstlerischen Impulse aus den Besuchen in der Alten Pinakothek. Kontakte zur Münchner Künstlerszene hätte es damals nicht gegeben.
1913 zieht die Familie in die Eifel nach Schalkenmehren und lebt dort unter einfachsten Verhältnissen im Tanzsaal eines Gasthofs. In einem Interview begründet Kreuzberg diese Entscheidung damit, dass er, der Grübler, hier die nötige Ruhe zum Arbeiten fände. Ihn habe der „ungeheure Rhythmus des vulkanischen Gebietes angezogen, obwohl er dadurch weit ab und deshalb beschwerlich gewesen wäre, Beziehungen zu bekommen“.
Die Jahre 1914 bis 1917 verbringt Kreuzberg als Soldat im Ersten Weltkrieg an der West- und Ostfront. Von einer schweren Infektionskrankheit erholt er sich nur langsam.
Am 8. November 1919 wird seine Tochter Theodora geboren († 25. September 2003).

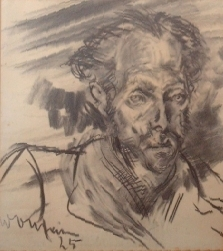
Pitt Kreuzberg als Kohlezeichnung von Gert Heinrich Wollheim (1925)

Nach dem Krieg verbringt Kreuzberg immer wieder Zeiten in Düsseldorf. Da seine Kunst dem Düsseldorfer Kunstverein zu frei ist, sucht er die Nähe der Künstlervereinigungen Junges Rheinland und Rheinische Sezession. Belegt sind enge Bekanntschaften zu Künstlern der Düsseldorfer Szene wie Gert Wollheim (1894–1974) und Erwin Wendt (1900–1951). 1930 nimmt er in der Düsseldorfer Kunsthalle an einer Kollektivausstellung teil.
Seine Bilder aus der Zeit zwischen 1922 und 1932 stehen in der Nähe des deutschen Expressionismus und zählen mit zu seinen besten Arbeiten. Am 11. März 1931 tritt Kreuzberg, zusammen mit weiteren 66 Künstlern, aus Protest gegen die Diskriminierungen
der jüdischen Künstlerkollegen, aus der Künstlervereinigung Malkasten aus.
Auf Einladung eines Freundes lebt er 1933 für einige Zeit in Scheveningen an der holländischen Nordsee. In dieser Zeit entstehen eine Reihe sehr farbenfroher, expressiver Bilder, die später von einem Sammlerfreund aus Mayen erworben werden. Nach einem Bombenangriff werden die Bilder gerettet, später am Bergungsort aber ausnahmslos entwendet.
Das Verhältnis zwischen Kreuzberg und seinem ländlich geprägten Umfeld ist naturgemäß schwierig: auf der einen Seite die um den täglichen Lebensunterhalt bemühte und hart arbeitende Landbevölkerung, auf der anderen Seite der „brotlose“ Künstler und Anhänger absonderlicher Weltanschauungen (Kreuzberg war Anhänger der Steiner’schen Lehre). Leidtragende sind auch Frau und Kinder, die nicht zuletzt auch unter behördlich verordneten Repressalien zu leiden haben. In seinem Bild „Die Augen Überall“ setzt Kreuzberg diesen Konflikt auch bildlich um. Die ganze neugierige Nachbarschaftsschar wird als ein Wesen mit nach allen Seiten ausgerichteten Augen dargestellt, das ihn keine Ruhe finden lässt.
Aber es gibt auch anderes über das Verhältnis der Familie und der einheimischen Bevölkerung zu berichten. Während Kreuzberg in Düsseldorf weilt, baut seine Frau mit Unterstützung der Dorfgemeinschaft 1930 ein neues Haus am Schalkenmehrener Maar. Später, in den wirtschaftlich schweren Zeiten, wird die Familie von Freunden und Bekannten stets unterstützt. Während sich für Teile der Landbevölkerung die Kunst Kreuzbergs nicht erschließt oder auch einfach unbezahlbar ist, entsteht, wie heute noch vielerorts erkennbar, teilweise ein reger Tauschhandel – Bilder gegen Güter des täglichen Bedarfs.
Die nationalsozialistische Gewaltherrschaft und den Zweiten Weltkrieg übersteht Kreuzberg ohne Berufsverbot und ohne Verluste in der Familie. Während die Kunst vieler seiner Düsseldorfer Weggefährten als „entartet“ gebrandmarkt wird, nimmt er an zahlreichen Ausstellungen teil. Künstlerisch ist dies die Zeit seiner großen Eifellandschaften, Blumenbilder und Darstellung menschlicher und tierischer Körper, auch zum Teil kombiniert mit Landschaftsbildern. Politische Aussagen sind in seinen Bildern nicht zu finden.

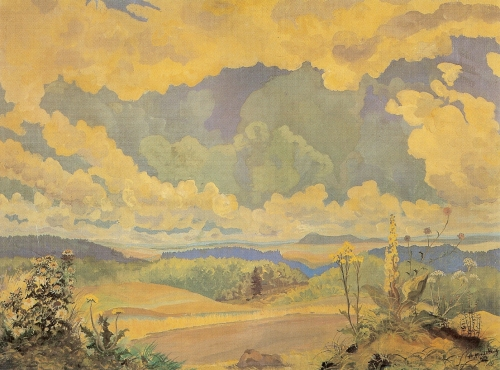
»Im Sommer«
Wachstempera
79 × 103 cm
signiert und datiert unten rechts »Pitt Kreuzberg 1944«

Der damalige NSDAP-Kreisleiter Kölle bewertet das künstlerische Werk anlässlich einer Ausstellung im Jahre 1938 wie folgt: „… wir sehen noch kaum etwas in ihm von der expressionistischen Landschaftsauffassung einer vergangenen Zeit. Seine Bilder sind Bekenntnisse zur deutschen Landschaftsgesinnung; allerdings sind die Bilder nicht alle gleichwertig. Aus den Bildern spricht eine tiefe Gläubigkeit an die Natur…“
Vereinzelt erregen seine Bilder Anstoß bei den Machthabern. So ist die Geschichte eines Bildes überliefert, das Kreuzberg 1937 als Auftragsarbeit der NSDAP für das HJ-Heim in Daun malt. Die Arbeit missfällt den Parteioberen und wird als „entartet“ zurückgewiesen. Einflussreiche Freunde, so wird berichtet, sind es, die ihn vor Bedrängnissen schützten, darunter auch der Dauner Landrat, der das Bild 1940 in seinem Amtszimmer aufhängen lässt.
Historisch überliefert ist eine Begegnung zwischen Kreuzberg und Joseph Goebbels 1936 in Berlin. Als Teilnehmer einer Abordnung des Kreises Daun überreichen bekannte Künstler der Region dem Reichsminister persönlich ihre Kunstwerke zum Dank für die wirtschaftliche Belebung der Region, die durch eine Auftragserteilung für das Winterhilfswerk entstanden war.
Äußerlich vielleicht angepasst ist Kreuzberg strikter Gegner des Regimes, wenngleich er als Kulturschaffender ab September 1933 der Reichskammer der bildenden Künste angehören muss. Als Antragsteller muss er den „kleinen Abstammungsnachweis“, d. h. einen Ariernachweis für sich und seine Frau Trudel, zurück bis zur Großelterngeneration, führen. Eine Nichtaufnahme oder Ausschluss hätte faktisch ein Berufs- und Ausstellungsverbot bedeutet. Aus der Kammerzugehörigkeit eine zwingende NSDAP-Mitgliedschaft abzuleiten, ist also falsch, wenn auch viele Künstler durch informellen Druck zum Eintritt in die Partei genötigt wurden. Eine klärende Anfrage beim Bundesarchiv, das über 80 Prozent der NSDAP-Mitgliederkartei verfügt, verlief ergebnislos.
Nach einem Luftangriff auf Daun im Jahre 1944 hilft Trudel Kreuzberg bei den Aufräumarbeiten und erleidet einen geistigen und seelischen Zusammenbruch. Sie ist fortan auf intensive Betreuung durch ihren Mann angewiesen.
1949 erleidet Pitt Kreuzberg einen leichten Schlaganfall, von dem er sich aber wieder vollständig erholt. Die ständige Betreuung seiner Frau wird zunehmend zur Belastung.

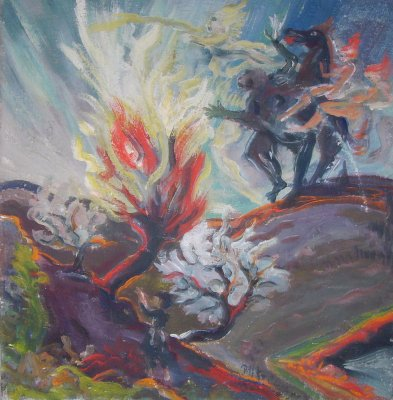
»Das böse Omen«
Tempera und Sand auf Leinwand auf Sperrholz
44 × 42,5 cm
signiert und datiert unten rechts »Pitt Kreuzberg 1950«

Zunehmend verlässt er die darstellende Landschaftsmalerei und wendet sich neuen Themen zu. Politisches Denken und religiöse Szenen finden Einlass in das Œuvre des Künstlers. Hierfür sind vor allem zwei Ereignisse maßgebend: Der Abwurf der Atombombe auf Hiroschima und die Wiederbewaffnung Deutschlands. Zwischen 1954 und 1957 entsteht eine Vielzahl von Kohle- und Federzeichnungen, die zum Teil höchste Qualität zeigen.
1957 findet im Kurfürstlichen Palais in Trier anlässlich des 70. Geburtstags von Kreuzberg eine Ausstellung statt, in der 70 Gemälde, Aquarelle und Zeichnungen gezeigt werden. Dies ist seine bis dahin größte Ausstellung.
Am 24. Dezember 1958 stirbt Trudel Kreuzberg in geistiger Umnachtung. Mit ihrem Tod endet die produktivste Schaffensperiode von Pitt Kreuzberg. Ab 1959 ist ein jäher Umbruch in seinem Werk erkennbar.
Der Kunstexperte und Verwandte Pitt Kreuzbergs, Bernhard Kreutzberg, beurteilte die letzte Schaffensperiode wie folgt: „Kennzeichnend ist nunmehr das Ekstatische, das Leidenschaftliche, das Tempo, auch die Bereitschaft, manches dem Zufall zu überlassen. Die Einordnung dieser späten Phase ist nicht eindeutig. Die Interpretation bleibt subjektiv. Man kann es als eine Art Auflösung betrachten, man kann es aber auch als Vorwegnahme einer erst in der Gegenwart gefundenen künstlerischen Selbstdarstellung ansehen. Die Verwandtschaft mit den Malereien der Jungen Wilden in den achtziger Jahren ist unverkennbar. Wie in jeder Kunstrichtung gibt es Vorläufer. Pitt Kreuzberg scheint ein Vorläufer der Gegenwart in der Kunst zu sein, wenn es sein Altwerk betrifft.“

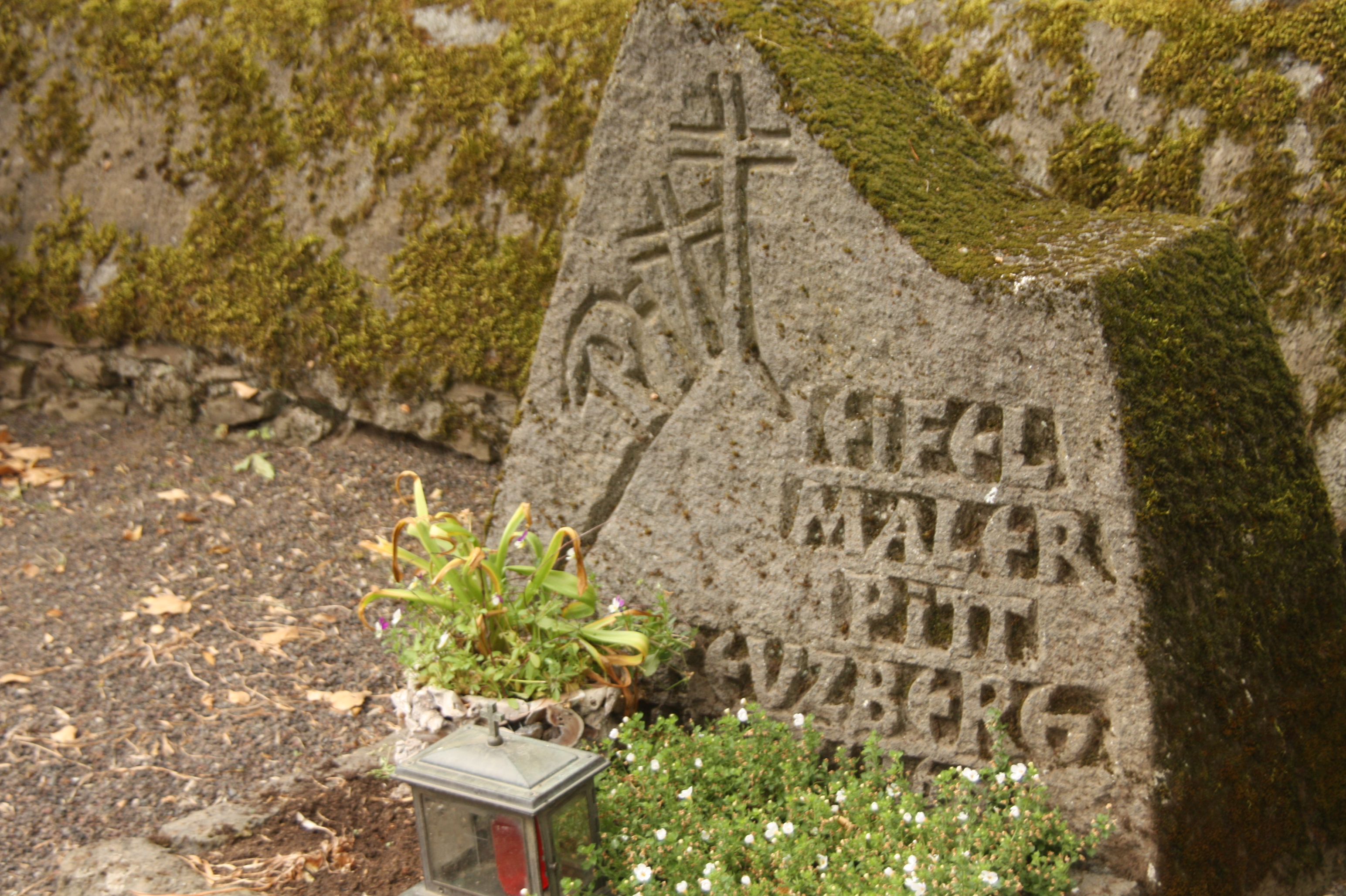
Pitt Kreuzbergs Grab auf dem Friedhof am Weinfelder Maar

Nach einem schweren Angina-pectoris-Anfall nimmt die Tochter Theodora ihren Vater zu sich nach Bad Honnef, wo er am 21. Februar 1966 stirbt. Seinem Wunsch folgend wird der Leichnam noch einmal durch die Eifel zurück zu seiner Wahlheimat Schalkenmehren gefahren, wo er am 25. Februar auf dem Friedhof am Totenmaar in einem Ehrengrab beigesetzt wird.
Bilder des Pitt Kreuzberg sind bei der Kreisverwaltung Vulkaneifel für die Öffentlichkeit zugänglich.

## Werke

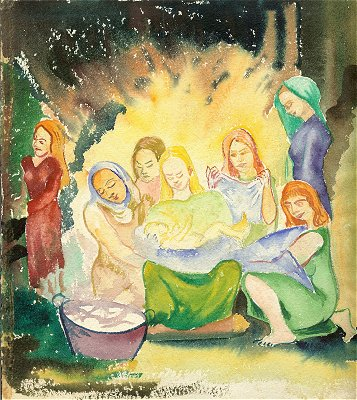
Frauen mit Neugeborenem Goache auf weißem Aquarellpapier 24,2 × 22,3 cm nicht signiert und datiert (um 1916)
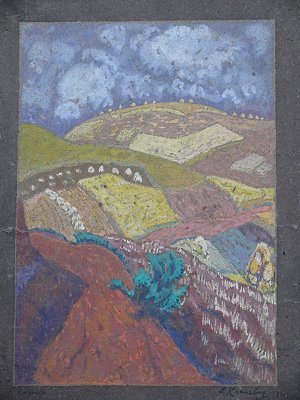
»Kornreife« Pastell auf grauem Papier 50,8 × 36,3 cm signiert und datiert unten rechts »P. Kreuzberg 22.«
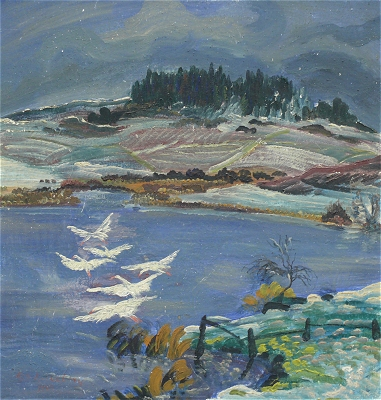
Schwäne im Schnee Tempera auf Sperrholz 58 × 55 cm signiert und datiert unten links »Pitt Kreuzberg 1948«
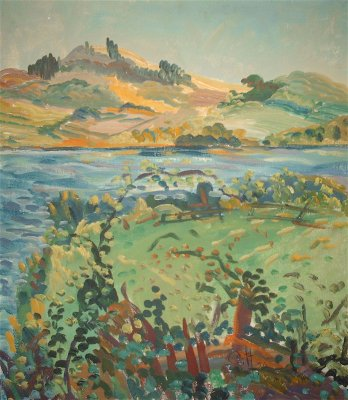
Tempera auf Leinwand auf Sperrholz 80,3 × 70 cm signiert und datiert unten rechts »Pitt 56«

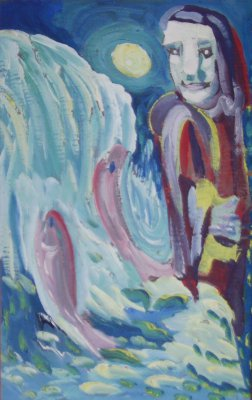
Der Fischzug des Petrus Tempera auf Sperrholz 42 × 28 cm nicht signiert und datiert (um 1956)
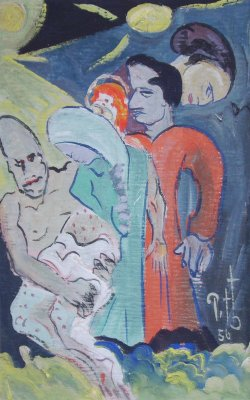
Kreuzabnahme Tempera auf Sperrholz 42 × 28 cm signiert und datiert unten rechts »Pitt 56«
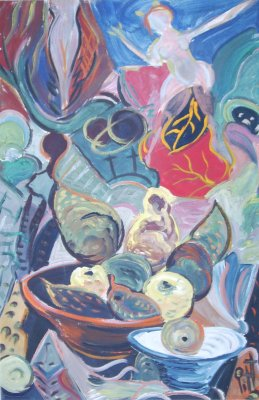
»Reife« Tempera auf Leinwand auf Sperrholz 90,5 × 60,5 cm signiert unten rechts »Pitt« (um 1958)
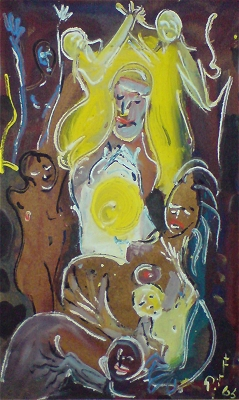
»Apotheose« Tempera und Öl auf Spanplatte 75 × 48 cm signiert und datiert unten rechts »Pitt 66«